# إضافة هيدروكسيل
إضافة هيدروكسيل أو الهدرلة هو تفاعل كيميائي يتضمن إضافة مجموعة هيدروكسيل (OH-) إلى مركب عضوي.
يتم تحفيز هذا التفاعل في الأوساط الحيوية بواسطة الإنزيمات التي تدعى هيدروكسيلاز.

## الأهمية
يعد تفاعل إضافة الهيدروكسيل أولى خطوات التقويض التأكسدي للمركبات العضوية بوجود أكسجين الهواء؛ لذلك له أهمية كبيرة في عمليات إزالة السمية إذ أن هذا التفاعل يحول المركبات المحبة للدهن والكارهة للماء لأن تصبح بالعكس أكثر قابلية للانحلال في الماء (هيدروفيلية) مما يسهّل من عملية استقلابها في الكبد أو الكلى.